# Vojska PVO
De Vojska PVO (Russisch:Войска ПВО of PVO strany tot 1981) was de luchtverdedigingseenheid van de Sovjet-strijdkrachten. PVO is de afkorting voor Luchtverdediging. De eenheid werd gescheiden van de grondeenheden in 1948, en kreeg haar eerste commandant aangewezen in 1954. Tijdens de Sovjetperiode werd zij gezien als op twee na belangrijkste binnen de strijdkrachten, achter de Strategische raketstrijdkrachten en de grondtroepen.
In tegenstelling tot de Westerse luchtverdedigingsstrijdkrachten was de PVO Strany een zelfstandig onderdeel binnen de Sovjet-strijdkrachten, los van de Sovjet Luchtmacht. De primaire taak was het onderscheppen van de bommenwerpers van het Amerikaanse Strategic Air Command als die het luchtruim van de Sovjet-Unie zouden binnendringen. De eenheid had haar eigen lijn van commando, scholen en radar. Zij was samengesteld uit drie hoofdgroepen: onderscheppingsjagereenheden, radiotechnische troepen en luchtafweerraketten. Vanaf het midden van de jaren 60 werden de PRO (de anti-raketverdediging) en de PKO (de anti-ruimteverdediging) sterker, en vormden de basis voor de huidige Russische Ruimte-eenheden. Organisatorisch gezien waren er twee belangrijke PVO-districten voor het grootste deel van de Sovjet-geschiedenis, Moskou en Bakoe, en de rest van het land was ingedeeld in PVO-regio's.
Tijdens de reorganisatie van 1981 moest de Vojska PVO veel command and control- en trainingsplaatsen afstaan aan de luchtmacht. Mathias Rusts vlucht naar Moskou in mei 1987 veroorzaakte opschudding binnen de PVO. Het leek alsof na het neerschieten van Korean Air-vlucht 007 in 1983 niemand meer bereid was om een opdracht tot het neerhalen van Rusts kleine Cessna te geven, en moderniseringsprogramma's binnen de PVO hadden ertoe geleid dat de communicatiesystemen aan de grenzen hun gegevens niet goed door konden geven aan de systemen dichter bij Moskou. PVO-commandant generaal A.I. Koldoenov was een van de eersten die werden ontslagen. Meer dan 150 officieren, de meesten van de PVO, werden aangeklaagd in de rechtbank en verwijderd van hun posten. Een grootschalige verandering van hoofdofficieren volgde.
In 1998 werden PVO-eenheden samengevoegd met de Russische Luchtmacht.

## Inventaris (1987/1990)

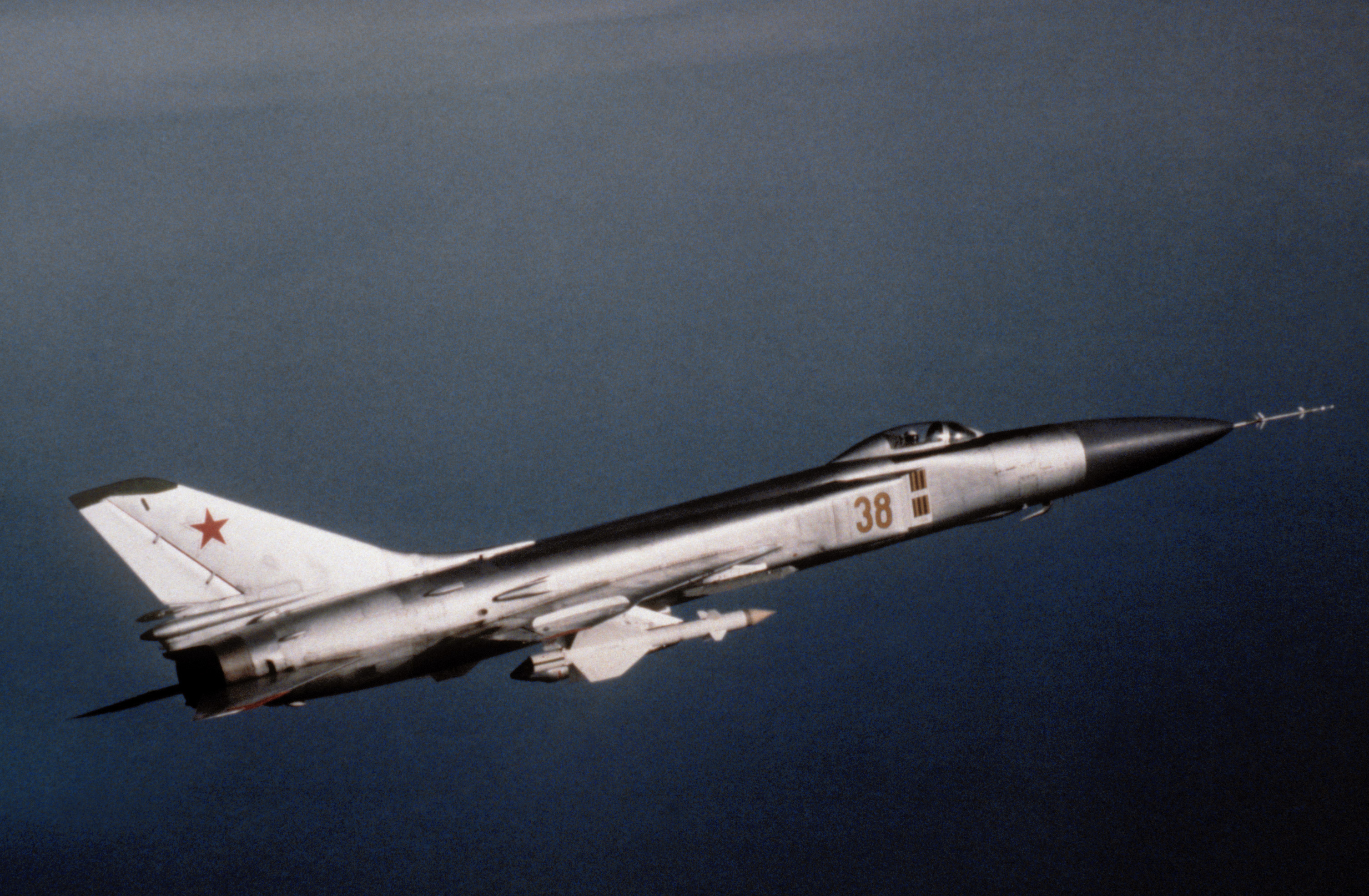
SU-15

In 1987 was de vliegtuiginventaris van de PVO als volgt:
1210 onderscheppingsjagers420 Mikojan-Goerevitsj MiG-23 'Flogger'
305 Mikojan-Goerevitsj MiG-25 'Foxbat'
240 Soechoj Su-15 'Flagon'
5 Soechoj Su-27 'Flanker'
80 Tupolev Tu-128 'Fiddler'
65 Jakovlev Jak-28 'Firebar'
95 Mikojan-Goerevitsj MiG-31 'Foxhound'
AWACS vliegtuigen7 Tupolev Tu-126 'Moss'
1 Beriev A-50 'Mainstay'
Grond-luchtraketten in 1990:
1400 S-25 Berkoet/SA-1 Guild (wordt vervangen door SA-10)
2400 SA-2 Guideline
1000 SA-3 Goa (300+ sites, 2 of 4 missile launchers/rails)
1950 SA-5 Gammon (130 sites)
1700 S-300/SA-10a Grumble (85 sites, 15 meer gebouwd)